# Tournoi de tennis de Karlsruhe
Le tournoi de tennis de Karlsruhe (Allemagne) est un tournoi de tennis féminin du circuit professionnel WTA.
Il est créé en 2019 en complément des tournois de San José et Washington, organisés la même semaine.

## Palmarès

### Simple
| No | Date       | Nom et lieu du tournoi                              | Catégorie                                           | Dotation                                            | Surface                                             | Vainqueure                                          | Finaliste                                           | Score                                               |                                                     |
| -- | ---------- | --------------------------------------------------- | --------------------------------------------------- | --------------------------------------------------- | --------------------------------------------------- | --------------------------------------------------- | --------------------------------------------------- | --------------------------------------------------- | --------------------------------------------------- |
| 1  | 29-07-2019 | Liqui Moly Open Karlsruhe, Karlsruhe                | WTA 125                                             | 115 000 $                                           | Terre (ext.)                                        | Patricia Maria Țig                                  | Alison Van Uytvanck                                 | 3-6, 6-1, 6-2                                       | Tableau                                             |
|    | 2020       | Tournoi annulé en raison de la pandémie de Covid-19 | Tournoi annulé en raison de la pandémie de Covid-19 | Tournoi annulé en raison de la pandémie de Covid-19 | Tournoi annulé en raison de la pandémie de Covid-19 | Tournoi annulé en raison de la pandémie de Covid-19 | Tournoi annulé en raison de la pandémie de Covid-19 | Tournoi annulé en raison de la pandémie de Covid-19 | Tournoi annulé en raison de la pandémie de Covid-19 |
| 2  | 07-09-2021 | Liqui Moly Open Karlsruhe, Karlsruhe                | WTA 125                                             | 115 000 $                                           | Terre (ext.)                                        | Mayar Sherif                                        | Martina Trevisan                                    | 6-3, 6-2                                            | Tableau                                             |
| 3  | 10-05-2022 | Liqui Moly Open Karlsruhe, Karlsruhe                | WTA 125                                             | 115 000 $                                           | Terre (ext.)                                        | Mayar Sherif                                        | Bernarda Pera                                       | 6-2, 6-4                                            | Tableau                                             |

### Double
| No | Date       | Nom et lieu du tournoi                              | Catégorie                                           | Dotation                                            | Surface                                             | Vainqueures                                         | Finalistes                                          | Score                                               |                                                     |
| -- | ---------- | --------------------------------------------------- | --------------------------------------------------- | --------------------------------------------------- | --------------------------------------------------- | --------------------------------------------------- | --------------------------------------------------- | --------------------------------------------------- | --------------------------------------------------- |
| 1  | 29-07-2019 | Liqui Moly Open Karlsruhe Karlsruhe                 | WTA 125                                             | 115 000 $                                           | Terre (ext.)                                        | Lara Arruabarrena Renata Voráčová                   | Han Xinyun Yuan Yue                                 | 62-7, 6-4, [10-4]                                   | Tableau                                             |
|    | 2020       | Tournoi annulé en raison de la pandémie de Covid-19 | Tournoi annulé en raison de la pandémie de Covid-19 | Tournoi annulé en raison de la pandémie de Covid-19 | Tournoi annulé en raison de la pandémie de Covid-19 | Tournoi annulé en raison de la pandémie de Covid-19 | Tournoi annulé en raison de la pandémie de Covid-19 | Tournoi annulé en raison de la pandémie de Covid-19 | Tournoi annulé en raison de la pandémie de Covid-19 |
| 2  | 07-09-2021 | Liqui Moly Open Karlsruhe Karlsruhe                 | WTA 125                                             | 115 000 $                                           | Terre (ext.)                                        | Irina Bara Ekaterine Gorgodze                       | Katarzyna Piter Mayar Sherif                        | 6-3, 2-6, [10-7]                                    | Tableau                                             |
| 3  | 10-05-2022 | Liqui Moly Open Karlsruhe Karlsruhe                 | WTA 125                                             | 115 000 $                                           | Terre (ext.)                                        | Mayar Sherif Panna Udvardy                          | Yana Sizikova Alison Van Uytvanck                   | 5-7, 6-4, [10-2]                                    | Tableau                                             |